# Psebiini
Psebiini (лат.) — триба жуков-усачей из подсемейства настоящих усачей.

## Описание
Передние тазиковые ямки округлые или очень незначительно изогнутые. Надкрылья короткие никогда не доходят середины брюшка.

## Систематика
Представители трибы встречаются в Афротропической и Неотропической областях. Она включает 24 рода. В составе трибы:
- Bostrychopsebium Quentin et Villiers, 1971
- Bottegia Gestro, 1895
- Chorotyse Pascoe, 1867
- Cleptopsebium Quentin & Villiers, 1971
- Dodecocerus Dalens & Touroult, 2008
- Duffyia Quentin et Villiers, 1971
- Frondipedia Martins & Napp, 1984
- Haplopsebium Aurivillius, 1891
- Hovorea Chemsak & Noguera, 1993
- Idiopsebium Quentin et Villiers, 1971
- Macropsebium Bates, 1878
- Mourgliana Holzschuh, 1993
- Nathriobrium Hovore, 1980
- Nathrius Brethes, 1916
- Paraleptidea Gounelle, 1913
- Pembius Quentin et Villiers, 1971
- Plectopsebium Boppe, 1914
- Psebium Pascoe, 1864
- Pseudobottegia Duffy, 1955